# Желко Йоксимович
Желко Йоксимович (на сръбски: Жељко Јоксимовић, роден на 20 април 1972 г.) е сред най-популярните певци и композитори в Сърбия. През 2004 г. участва и завършва на второ място в конкурса Евровизия с песента „Лане моје“. През 2012 участва отново и завършва трети. Освен родния си сръбски, Йоксимович владее също гръцки, английски, руски, полски и френски език.

## Евровизия
През 2004 г. представя Сърбия и Черна Гора на конкурса Евровизия 2004 с песента „Лане моје“ и завършва на второ място след украинската певица Руслана.
През 2006 г. става композитор на песента „Лејла“ изпълнявана от „Хари Мата Хари“, участващи в Евровизия 2006 за Босна и Херцеговина. Песента завършва на трето място.
Евровизия 2008 се провежда в Белград заради победата на страната предходната година и Йоксимович е избран за водещ на конкурса заедно с телевизионната водеща Йована Янкович, за която през 2012 г. се жени. Желко Йоксимович е и композитор на сръбската песен в състезанието. Песента, наречена „Оро“ (Хоро), е изпълнявана от Йелена Томашевич и завършва на шесто място.
На 18 ноември 2011 е оповестено, че Йоксимович ще бъде сръбският представител на Евровизия 2012, която по-късно се провежда в Баку, Азербайджан. Неговата песен, „Није љубав ствар“, е представена пред публика на 10 март 2012 г. Песента завършва на трето място на финала на Евровизия.
На 3 декември 2024 година изнася концерт заедно с Дино Мерлин в най-голямата концертна зала на София „Арена 8888 София“.

## Дискография
- Жељко Јоксимовић (1999), Сити рекърдс.
- Жељко Јоксимовић (2001), Сити рекърдс.
- Жељко Јоксимовић – 111 (2002), Сити рекърдс.
- Највећи хитови Жељка Јоксимовића (2003), Сити рекърдс.
- The best of (2005), Сити Рекърдс.
- Има нешто у том што ме нећеш (2005), Сити рекърдс и Минакорд.
- The Platinum Collection (2007), Сити рекърдс и Минакорд.
- Љубави (2009), Mts и Минакорд.